# Lucknow Charbagh
Lucknow Charbagh (hindi: चारबाग़ रेलवे स्टेशन, urdu: چارباغ ریلوے سٹیشن) – główna stacja kolejowa w Lucknow, w stanie Uttar Pradesh, w Indiach. Jej kod stacji to LKO. Stacja Charbagh została zbudowana w 1914 r. i zawiera architekturę Radżastanu i Mughal. Słowo „Charbagh” oznacza cztery ogrody. Mówi się, że cztery ogrody istniały tutaj w czasie Nabab. Z lotu dworzec przypomina szachownicę z graczami po bokach i jest to jedna z unikatowych cech tego budynku, przez co sprawia, że dworzec kolejowy Charbagh jest jednym z najpiękniejszych dworców kolejowych na świecie. Służy on jako główny dworzec kolejowy zarówno Północnej, jak i Północno-Wschodniej Kolei.